# أورلاندو مينديز
أورلاندو مينديز (بالبرتغالية: Orlando Mendes‏) هو أحيائي وعالم نبات وكاتب موزمبيقي، ولد في 4 أغسطس 1916 في جزيرة موزامبيق في موزمبيق، وتوفي في 11 يناير 1990 في مابوتو في موزمبيق.